# Edmond Halley
Edmond Halley   (Haggerston, 8 de novembre de 1656 - Greenwich, 25 de gener de 1742) fou un astrònom, geofísic, matemàtic, meteoròleg i físic anglès.

## Biografia
Fill d'un acabalat fabricant de sabó, va nàixer a Haggerston, prop de Londres en 1656. Als 17 anys es va traslladar a Oxford. Des de molt jove va sentir una gran inclinació per les matemàtiques i es va interessar en la investigació dels cels per l'astrònom reial, John Flamsteed (1646-1719). En 1676 va publicar en Philosophical Transactions una dissertació sobre la teoria dels planetes, i en el mateix any es va traslladar a l'illa de Santa Helena per a observar les estreles del cel austral i fer un catàleg d'aquestes, el resultat del qual va ser el Catalogus stellarun australium, publicat a Londres en 1679. Amic d'Isaac Newton (1642-1727), el va animar a escriure el seu Principia Mathematica. És possible que en l'època de Newton no s'hagueren publicat, de no haver sigut per la seva amistat amb Halley, perquè se sap que al primer no li preocupava la publicació de la seva obra. Halley no sols va pagar la impressió sinó que es va encarregar de corregir proves i d'altres labors editorials. El llibre original es va vendre a les llibreries per sis xílings, sense enquadernar.
A la seva tornada de Santa Helena, en 1678, Halley va rebre la mestria en Oxford. El mateix any va ser triat membre de la Royal Society, de la que va arribar a ser, successivament, Clerk en 1686 i secretari en 1702, però mai va ser el seu president; tal honor va recaure en el seu amic Newton en 1703.
Halley, amic, editor i editor d'Isaac Newton, en Synopsis of the Astronomy of Comets de 1705, va emprar les noves lleis de Newton per calcular els efectes gravitatoris de Júpiter i Saturn a les òrbites dels cometes. Després d'haver compilat una llista de 24 observacions de cometes, va calcular que els elements orbitals d'un segon cometa que havia aparegut el 1682 eren gairebé els mateixos que els de dos cometes que havien aparegut el 1531 (observat per Petrus Apianus) i el 1607 (observat per Johannes Kepler). Halley va concloure així que els tres cometes eren, de fet, el mateix objecte que tornava aproximadament cada 76 anys, un període que s'ha trobat que varia entre 74 i 79 anys. Després d'una estimació aproximada de les pertorbacions que el cometa suportaria per l'atracció gravitatòria dels planetes, va predir el seu retorn per al 1758.. En el seu honor es va donar al cometa el seu nom i avui en dia se'l coneix com a 1P/Halley. De 1698 a 1700 va recórrer les costes de l'Àfrica austral i d'Amèrica, ocupat en la teoria del magnetisme terrestre en el vaixell Paramour Pink. El fruit més important d'estes dos expedicions va ser la primera carta de declinacions. En 1693 i 1716 va publicar en Philosophical Transactions el seu mètode per a la determinació de la paral·laxi del Sol per mitjà del trànsit de Venus. En 1718 va cridar l'atenció sobre el moviment propi de diverses estreles fixes.

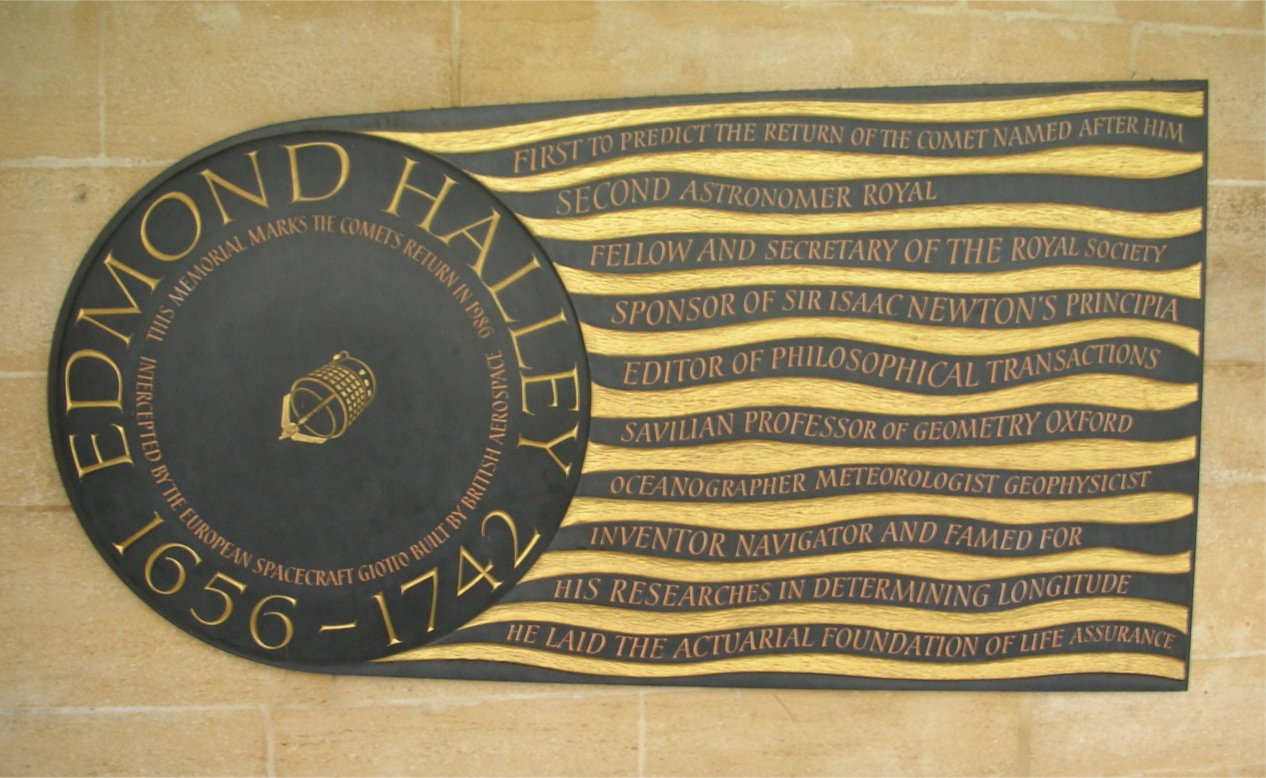
Placa dedicada a Edmond Halley a l'abadia de Westminster

A la mort de Flamsteed, en 1720 va ser el seu successor com a astrònom reial i director de l'Observatori Reial de Greenwich, càrrec que va ocupar fins a la seva mort. Va casar-se en 1682 amb Mary Tooke i van tenir dues filles i un fill. Halley va morir a Greenwich el 1742 als 85 anys abans que pogués observar el retorn previst del Cometa de Halley.

## Carrera

### Publicacions i invents

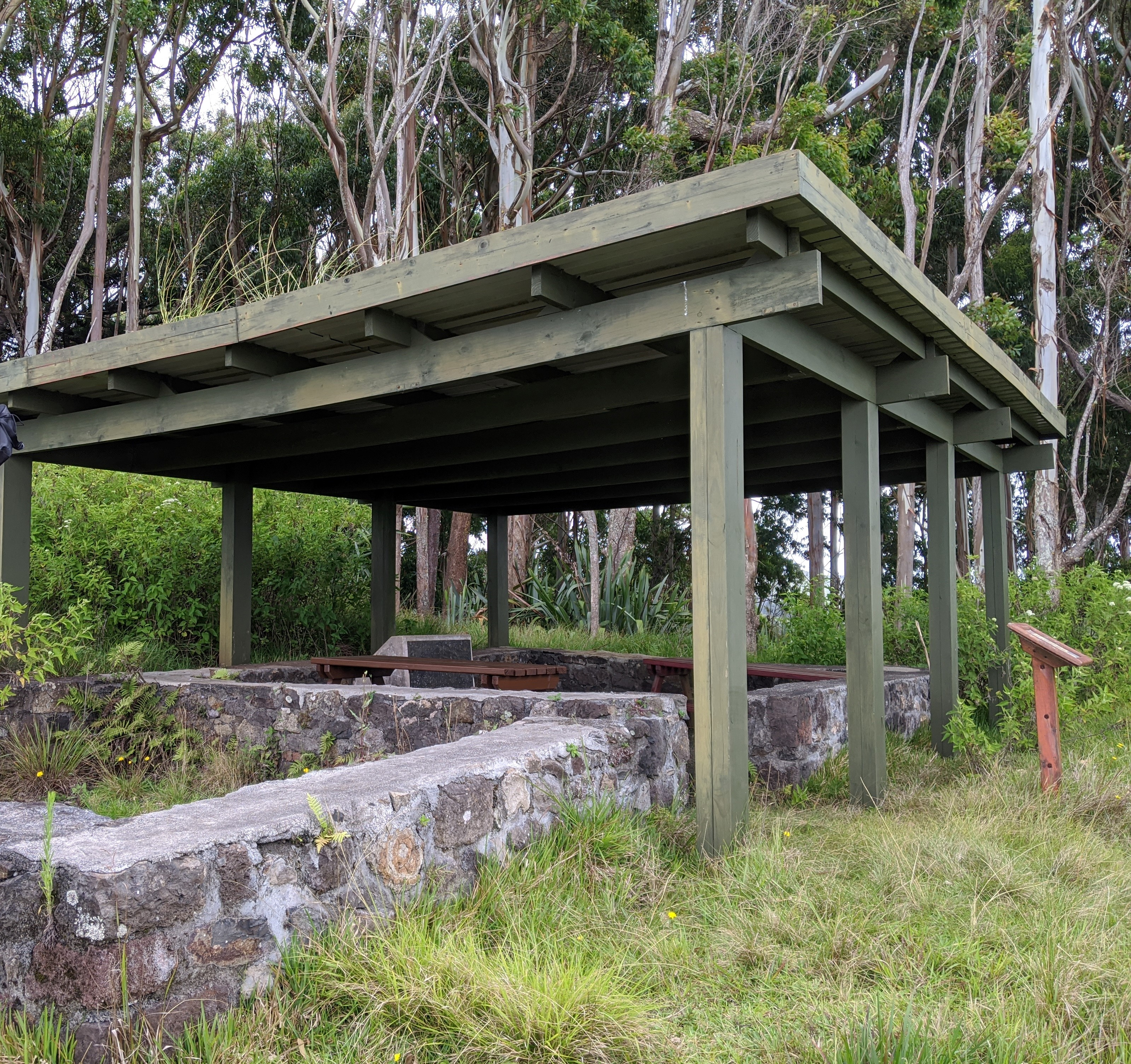
Lloc de l'Observatori Halley a l'illa de Santa Helena

El 1676, Flamsteed va ajudar a Halley a publicar el seu primer article, titulat A Direct and Geometrical Method of Finding the Aphelia, Excentricities, and Proportions of the Primary Planets, Without Suposing Equality in Angular Motion, sobre òrbites planetàries, a Philosophical Transactions of the Royal Society. Influenciat pel projecte de Flamsteed de compilar un catàleg d'estrelles de l’hemisferi nord celeste, Halley va proposar fer el mateix per al cel austral, abandonant l'escola per fer-ho. Va triar l'illa de l'Atlàntic sud de Santa Helena (a l'oest d'Àfrica), des de la qual podria observar no només els estels del sud, sinó també uns quants dels estels del nord amb els quals travessar-los. El rei Carles II va donar suport al seu esforç. Halley va navegar cap a l'illa a finals de 1676, després va instal·lar un observatori amb un gran sextant amb visors telescòpics. Durant un any, va fer observacions amb les quals produiria el primer catàleg telescòpic del cel austral, i va observar un trànsit de Mercuri a través del Sol. Centrant-se en aquesta darrera observació, Halley es va adonar que l'observació de la paral·laxi solar d'un planeta —més idealment utilitzant el trànsit de Venus, que no es produiria durant la seva vida— es podria utilitzar per determinar trigonomètricament les distàncies entre la Terra, Venus i el Sol.

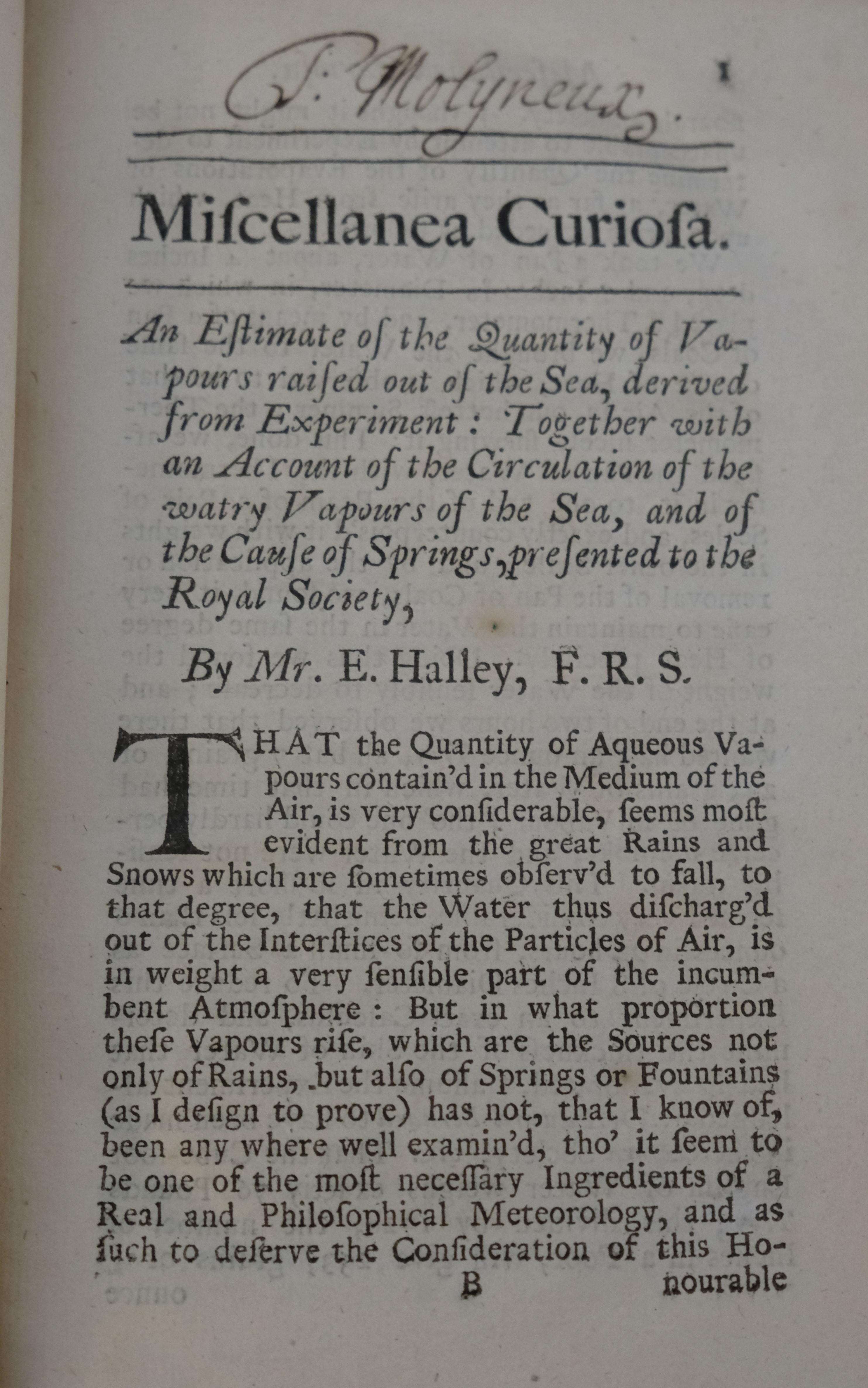
Primera pàgina del volum I de Miscellanea curiosa publicat per la Royal Society (1705), en què Halley va escriure An estimate of the quantity of vapors raised out of the sea, derived from experiment

Halley va tornar a Anglaterra el maig de 1678 i va utilitzar les seves dades per elaborar un mapa de les estrelles del sud. Oxford no va permetre que Halley tornés perquè havia incomplert els seus requisits de residència quan va marxar a Santa Helena. Va apel·lar a Carles II, que va signar una carta demanant que a Halley se li atorgués incondicionalment el seu títol de màster en arts, que la universitat va concedir el 3 de desembre de 1678. Només uns dies abans, Halley havia estat escollit com a membre de la Royal Society, als 22 anys. El 1679, va publicar Catalogus Stellarum Australium ('Un catàleg de les estrelles del Sud'), que inclou el seu mapa i descripcions de 341 estrelles.  Robert Hooke va presentar el catàleg a la Royal Society. A mitjans de 1679, Halley va anar a Danzig (Gdańsk) en nom de la Societat per ajudar a resoldre una disputa: com que els instruments d'observació de l'astrònom Johannes Hevelius no estaven equipats amb visors telescòpics, Flamsteed i Hooke havien qüestionat la precisió de les seves observacions; Halley es va quedar amb Hevelius i va comprovar les seves observacions, trobant que eren bastant precises.
El 1681, Giovanni Domenico Cassini havia explicat a Halley la seva teoria que els cometes eren objectes en òrbita. El setembre de 1682, Halley va dur a terme una sèrie d'observacions del que es va conèixer com el cometa Halley; el seu nom es va associar amb ell a causa del seu treball sobre la seva òrbita i de la predicció del seu retorn el 1758 (que no va viure per veure). A principis de 1686, Halley va ser elegit per a la nova posició de secretari de la Royal Society, el que li va obligar a renunciar a la seva beca i a gestionar la correspondència i les reunions, així com a editar les Transaccions filosòfiques. També l'any 1686, Halley va publicar la segona part dels resultats de la seva expedició a Helenia, que era un article i un gràfic sobre vents alisis i monsons. Els símbols que va utilitzar per representar els vents posteriors encara existeixen en la majoria de les representacions de les cartes meteorològiques modernes. En aquest article va identificar l'escalfament solar com la causa dels moviments atmosfèrics. També va establir la relació entre la pressió baromètrica i l'alçada sobre el nivell del mar. Els seus gràfics van ser una important contribució al camp emergent de la visualització de la informació.
Halley va dedicar la major part del seu temps a les observacions lunars, però també estava interessat en els problemes de la gravetat. Un problema que va cridar la seva atenció va ser la prova de les lleis de Kepler del moviment planetari. L'agost de 1684, va anar a Cambridge per discutir-ho amb Isaac Newton, tal com ho havia fet John Flamsteed quatre anys abans, només per trobar que Newton havia resolt el problema, a instigació de Flamsteed pel que fa a l'òrbita del cometa Kirch, sense publicar la solució. Halley va demanar veure els càlculs i Newton li va dir que no els podia trobar, però va prometre tornar-los a fer i enviar-los més tard, cosa que finalment va fer, en un breu tractat titulat Sobre el moviment dels cossos en una òrbita. Halley va reconèixer la importància de l'obra i va tornar a Cambridge per organitzar-ne la publicació amb Newton, qui, en canvi, l'amplià a la seva Philosophiae Naturalis Principia Mathematica publicada a costa d'Halley el 1687. Els primers càlculs de Halley amb cometes van ser per tant per a l'òrbita del cometa Kirch, basats en les observacions de Flamsteed el 1680–1681. Encara que havia de calcular amb precisió l'òrbita del cometa de 1682, va ser inexacte en els seus càlculs de l'òrbita del cometa Kirch. Indicaven una periodicitat de 575 anys, apareixent així els anys 531 i 1106, i presumiblement anunciaven la mort de Juli Cèsar de la mateixa manera el 45 aC. Ara se sap que té un període orbital d'uns 10.000 anys.
El 1691, Halley va construir una campana de busseig, un dispositiu en el qual l'atmosfera es reomplia mitjançant barrils d'aire pesats enviats des de la superfície. En una demostració, Halley i cinc acompanyants es van capbussar fins a  60 peus al riu Tàmesi, i hi va romandre més d'una hora i mitja. La campana d'Halley va ser de poca utilitat per a treballs pràctics de salvament, ja que era molt pesada, però va fer-hi millores amb el pas del temps, ampliant més tard el seu temps d'exposició sota l'aigua a més de 4 hores. Halley va patir un dels primers casos registrats de barotrauma de l'oïda mitjana. Aquell mateix any, en una reunió de la Royal Society, Halley va presentar un model de treball rudimentari d'una brúixola magnètica que utilitzava una carcassa plena de líquid per amortir el balanceig i el balanceig de l'agulla magnetitzada.
El 1691, Halley va buscar el lloc de professor Savilian d'astronomia a Oxford. Mentre era candidat al càrrec, Halley es va enfrontar a l'animadversió de l'Astrònom Royal, John Flamsteed, i l’Església Anglicana va qüestionar les seves opinions religioses, en gran part sobre la base que havia dubtat de l’edat de la Terra tal com es mostra a la Bíblia. Després que Flamsteed escrivia a Newton per reunir suport contra Halley, Newton va respondre amb l'esperança de la reconciliació, però no va tenir èxit. La candidatura d'Halley es va oposar tant per l’arquebisbe de Canterbury, John Tillotson, com per el bisbe Stillingfleet, i el càrrec va anar en canvi a David Gregory, que tenia el suport de Newton.
El 1692, Halley va plantejar la idea d'una teoria intraterrestre formada per una closca d'uns 800 km de gruix, dues petxines concèntriques interiors i un nucli més intern. Va suggerir que les atmosferes separaven aquestes petxines i que cada capa tenia els seus propis pols magnètics, amb cada esfera girant a una velocitat diferent. Halley va proposar aquest esquema per explicar les lectures anòmales de la brúixola. Va imaginar que cada regió interior tenia una atmosfera i era lluminosa (i possiblement habitada), i va especular que el gas que escapava provocava l’aurora boreal. Va suggerir: «Els raigs aurorals es deuen a partícules, que es veuen afectades pel camp magnètic, els raigs paral·lels al camp magnètic de la Terra».
El 1693 Halley va publicar un article sobre anualitats vitalicies, que presentava una anàlisi de l'edat a la mort sobre la base de les estadístiques de Breslau que Caspar Neumann havia pogut proporcionar. Aquest article va permetre al govern britànic vendre anualitats vitalicies a un preu adequat en funció de l'edat del comprador. El treball de Halley va influir fortament en el desenvolupament de la ciència actuarial. La construcció de la taula de vida de Breslau, que va seguir un treball més primitiu de John Graunt, es veu ara com un esdeveniment important en la història de la demografia.
La Royal Society va censurar Halley per suggerir el 1694 que la història del diluvi de Noè podria ser un relat d'un impacte cometari. Una teoria similar es va suggerir de manera independent tres segles més tard, però en general és rebutjada pels geòlegs.
El 1696, Newton va ser nomenat alcaide de la Royal Mint i va nomenar Halley com a sotscontractor de la Casa de la Moneda de Chester. Halley va passar dos anys supervisant la producció de monedes. Mentre era allà, va atrapar dos empleats robant metalls preciosos. Ell i el guardià local van parlar de l'esquema, sense saber que el mestre local de la casa de la moneda s'hi beneficiava.
El 1698, el tsar de Rússia (més tard conegut com a Pere el Gran) estava de visita a Anglaterra i esperava que Newton estigués disponible per entretenir-lo. Newton va enviar a Halley al seu lloc. Ell i el tsar es van unir per la ciència i el brandi. Segons un relat discutit, quan tots dos estaven borratxos una nit, Halley va empènyer jovialment el tsar per Deptford amb un carretó.

### Anys d'exploració

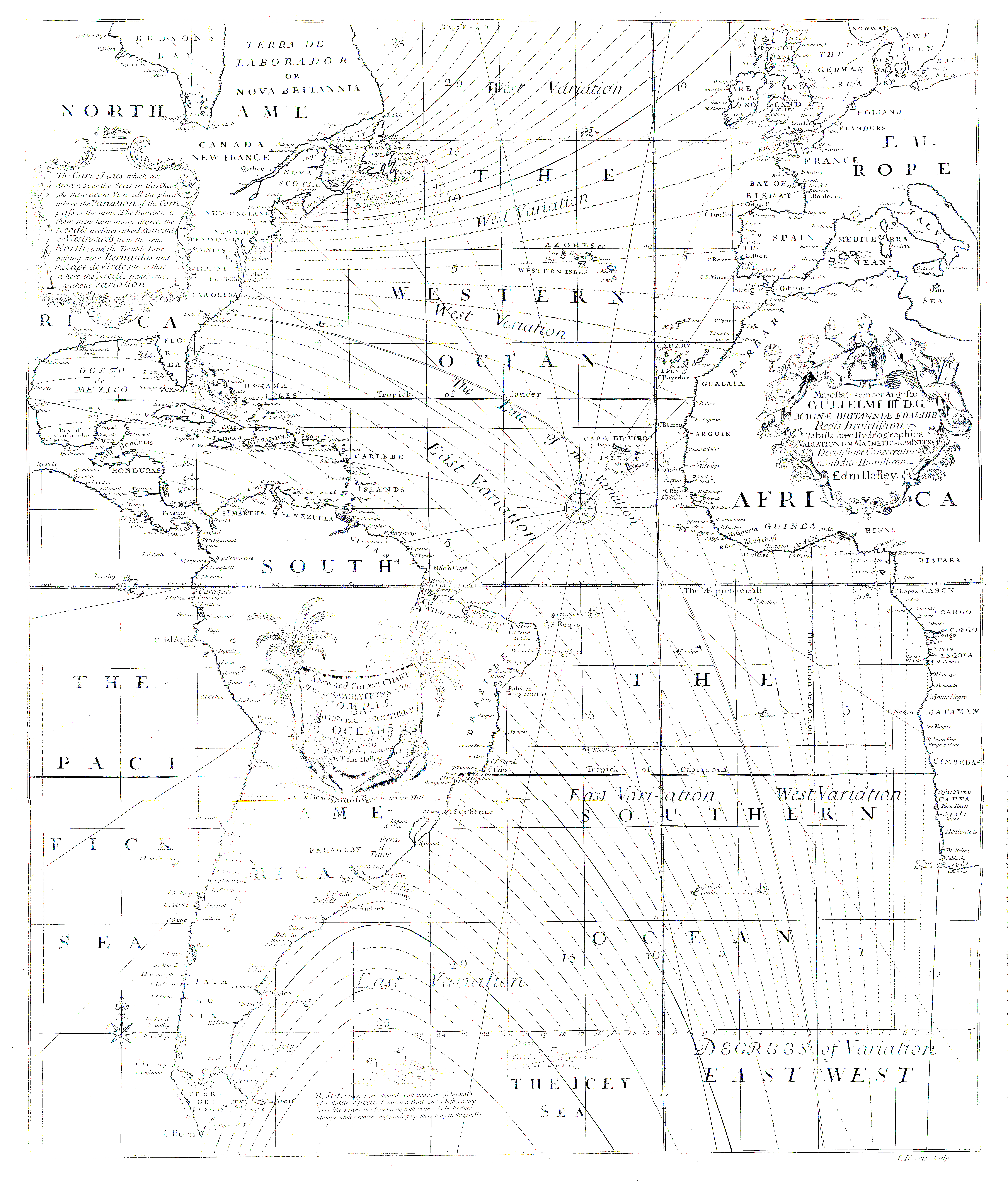
Mapa de Halley de 1701 que mostra línies isogòniques d'igual declinació magnètica a l'oceà Atlàntic.

El 1698, a instàncies del rei Guillem III, Halley va rebre el comandament del HMS Paramour, perquè pogués dur a terme investigacions a l'Atlàntic Sud sobre les lleis que regeixen la variació de la brúixola, així com per afinar les coordenades de les colònies angleses a les Amèriques. El 19 d'agost de 1698 va prendre el comandament del vaixell i, el novembre de 1698, va navegar en el que va ser el primer viatge purament científic d'un vaixell de la marina anglesa. Malauradament, van sorgir problemes d’insubordinació per la poca competència de Halley per comandar un vaixell. Halley va tornar el vaixell a Anglaterra per procedir contra els oficials el juliol de 1699. El resultat va ser una lleu reprimenda per als seus homes i una insatisfacció per a Halley, que va considerar que la cort havia estat massa indulgent. Halley va rebre una comissió temporal com a capità de la Royal Navy, va tornar a posar en servei el Paramour el 24 d'agost de 1699 i va tornar a navegar el setembre de 1699 per fer observacions exhaustives sobre les condicions del magnetisme terrestre. Aquesta tasca la va realitzar en un segon viatge a l'Atlàntic que va durar fins al 6 de setembre de 1700, i es va estendre des de 52 graus nord fins a 52 graus sud. Els resultats es van publicar a General Chart of the Variation of the Compass (1701). Aquest va ser el primer gràfic d'aquest tipus que es va publicar i el primer en què van aparèixer línies isogòniques, o Halleyan. L'ús d'aquestes línies va inspirar idees posteriors com les de les isotermes d’Alexander von Humboldt als seus mapes. El 1701, Halley va fer un tercer i últim viatge amb el Paramour per estudiar les marees del Canal de la Mànega. El 1702, va ser enviat per la reina Anna en missions diplomàtiques amb altres líders europeus.

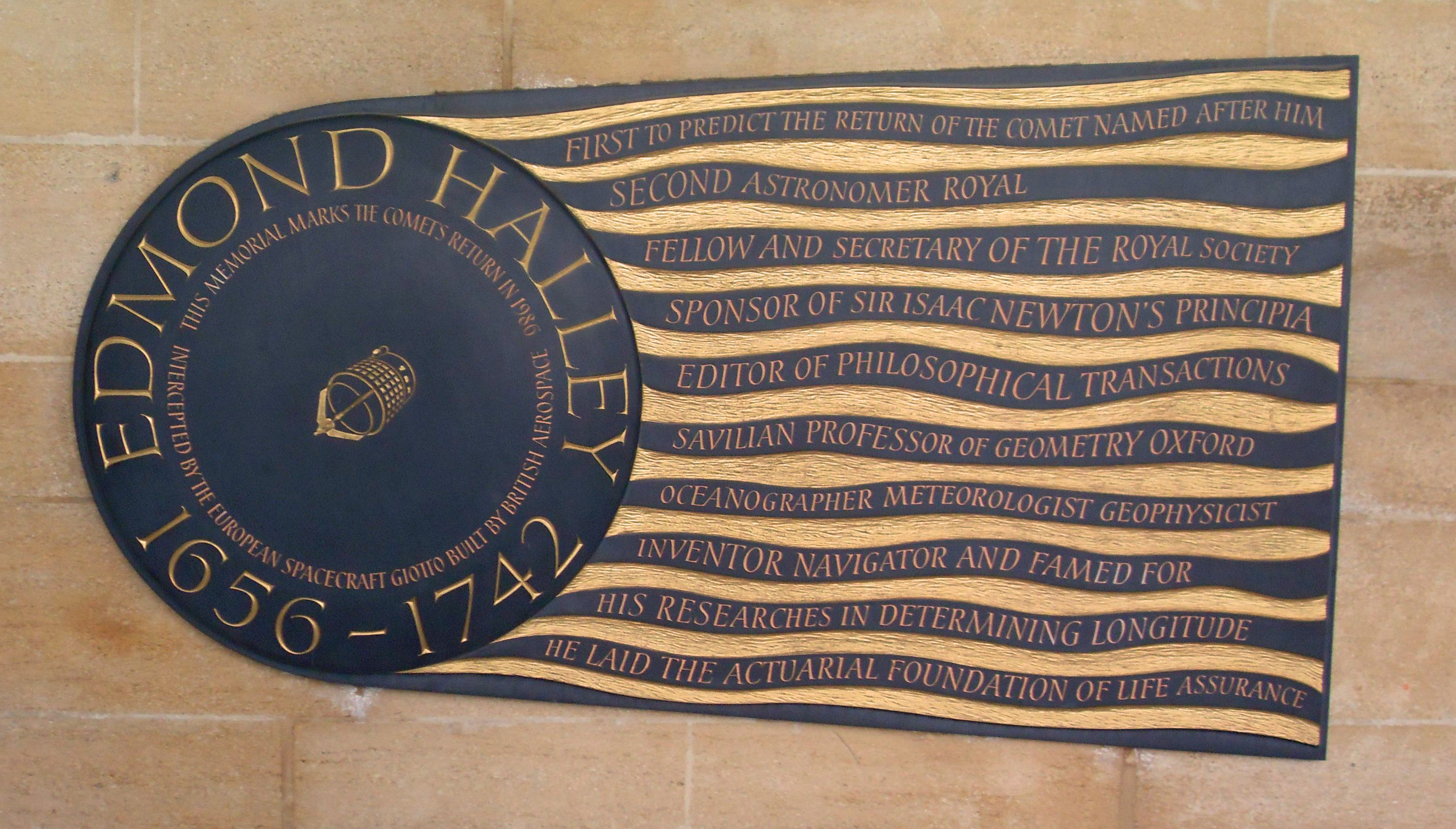
Placa semblant a un cometa a Halley al claustre sud de l'Abadia de Westminster

El prefaci de la col·lecció de viatges i viatges d'Awnsham i John Churchill (1704), suposadament escrit per John Locke o per Halley, valorava expedicions com aquestes com a part d'una gran expansió del coneixement europeu del món:
| « | Què era la cosmografia abans d'aquests descobriments, sinó un fragment imperfecte d'una ciència, poc mereixedora d'un nom tan bo? Quan tot el món conegut era només Europa, una petita part d'Àfric i la menor part d'Àsia; de manera que d'aquest globus terraqui no se n'havia vist ni sentit parlar mai més que d'una sisena part. Tan gran era la ignorància de l'home en aquest particular, que les persones erudites dubtaven que fos rodó; altres no menys sabent s'imaginaven tot allò que no coneixien, desart i inhabitable. Però ara la geografia i la hidrografia han rebut una certa perfecció pels dolors de tants mariners i viatgers, que per evidenciar la rotunditat de la terra i de l'aigua, han navegat i recorregut al seu voltant, com aquí s'ha fet semblar; per demostrar que no hi ha cap part inhabitable, llevat que les regions polars gelades, hagin visitat tots els altres països, encara que mai tan llunyans, que han trobat ben poblats, i la majoria d'ells rics i encantadors... L'astronomia ha rebut l'addició de moltes constel·lacions mai vistes abans. La història natural i moral està embellida amb l'augment més beneficiós de tants milers de plantes que mai abans havia rebut, tantes drogues i espècies, tanta varietat de bèsties, ocells i peixos, tanta raresa en minerals, muntanyes i aigües, tanta inexplicable diversitat de climes i homes, i en elles de complexió, temperament, religió, hàbits, homes, costums... Per concloure, l'Imperi d'Europa s'estén ara als límits extrems de la terra, on diverses de les seves nacions tenen conquestes i colònies. Aquests i molts més són els avantatges extrets del treball d'aquells que s'exposen als perills del vast oceà i de nacions desconegudes; que els qui s'asseuen a casa collien abundantment en tota mena: i la relació d'un viatger és un incentiu per agitar un altre perquè l'imite, mentre que la resta de la humanitat, en els seus relats sense moure un peu, recorre la terra i els mars, visiten tots els països i conversen amb totes les nacions. | » |

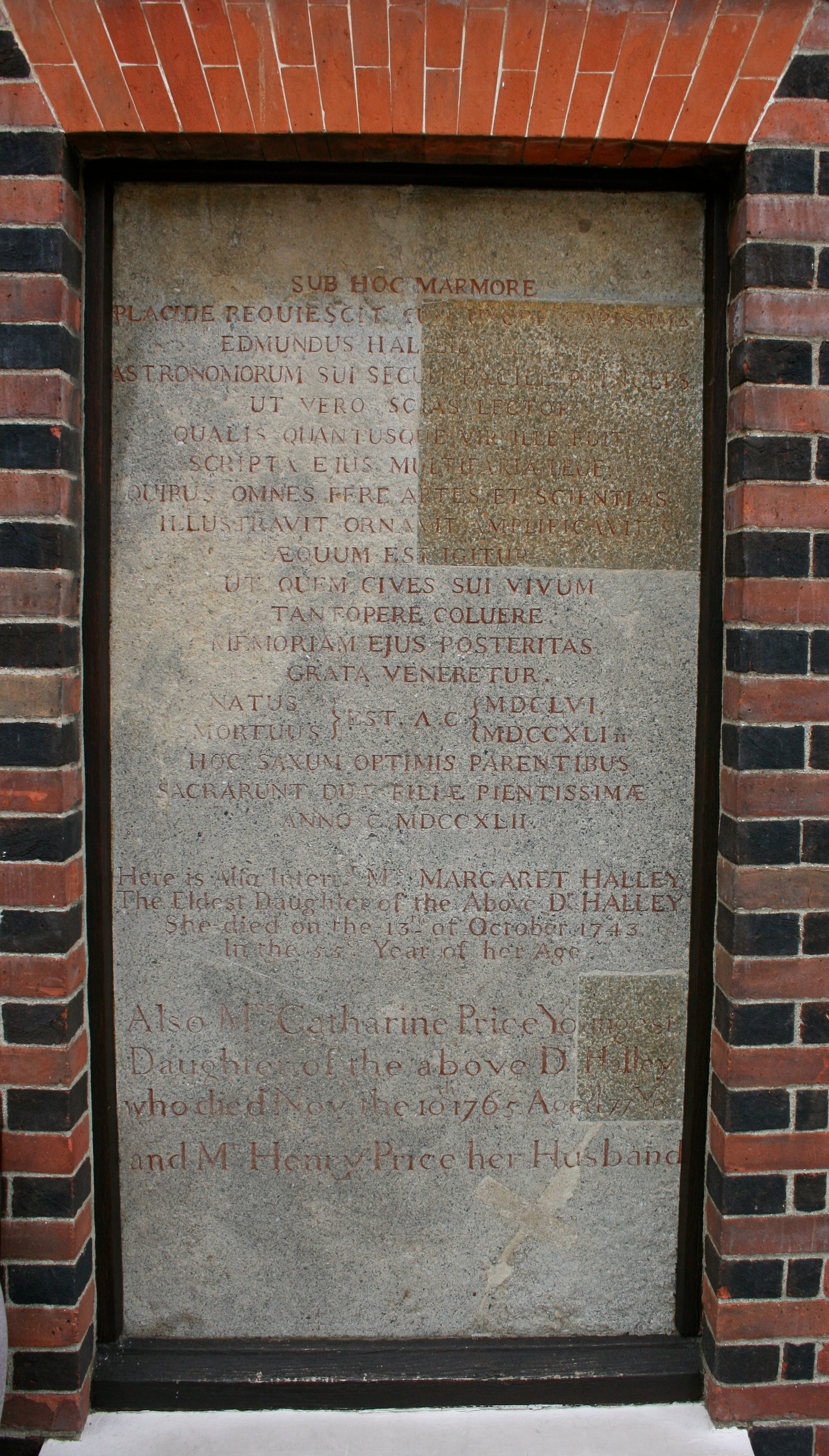
la làpida d'Edmond Halley, reposicionada al Royal Observatory, Greenwich; no està enterrat allà, però a St Margaret's, Lee, a uns 30 minuts caminant al sud.